# Mašťov
Mašťov (německy Maschau) je město, které se nachází v okrese Chomutov v Ústeckém kraji. Ve městě žije 574 obyvatel. Historické jádro je od roku 2003 městskou památkovou zónou. Západně od města se nachází přírodní rezervace Sedlec.

## Název
Název města je odvozen z osobního jména Mašč ve významu Mašťův dvůr. Záměna písmen c a t bývala běžná. V historických pramenech se jméno města vyskytuje ve tvarech: predium Mastowa nomine (1196), in Mastow (1208), in Mascow (1209), de Maschoue (1281), de Masczewa (1324), Masczezow (1396), Masczow (1405), de Masstyow (1419), Petrus Masstiowsky (1422), na Masstiowie (1431), nad Masstiowem (1546), Masstiow (1603), Maschau (1631, 1787 a 1847).

## Historie

### Počátky města
Počátky města jsou spojené s rodem Milhosticů a jejich pokusem o založení cisterciáckého kláštera. V první polovině dvanáctého století získal šlechtic Milhost okolní krajinu s mašťovským dvorcem od knížete Soběslava I. Jeho syn Milhost mladší pravděpodobně roku 1191 pozval mnichy z mateřského waldsaského kláštera, kteří přišli v čele s opatem Ruthardem do Mašťova na jaře roku 1192. Milhost mladší nově založenému konventu věnoval kromě jiného patnáct vesnic: Mašťov, Mladějov, Chotěbudice, Němčany, Konice, Olešku, Tureč, Trmov, Hlubokou, Žebletín, Maleš, Smilov na Podbořansku, snad Telcov a další dvě blíže neurčitelné vsi. Dále k donaci patřily dvory Třebčice a Grast (Kadaňský či Podbořanský Rohozec) a důchod z Pátku.

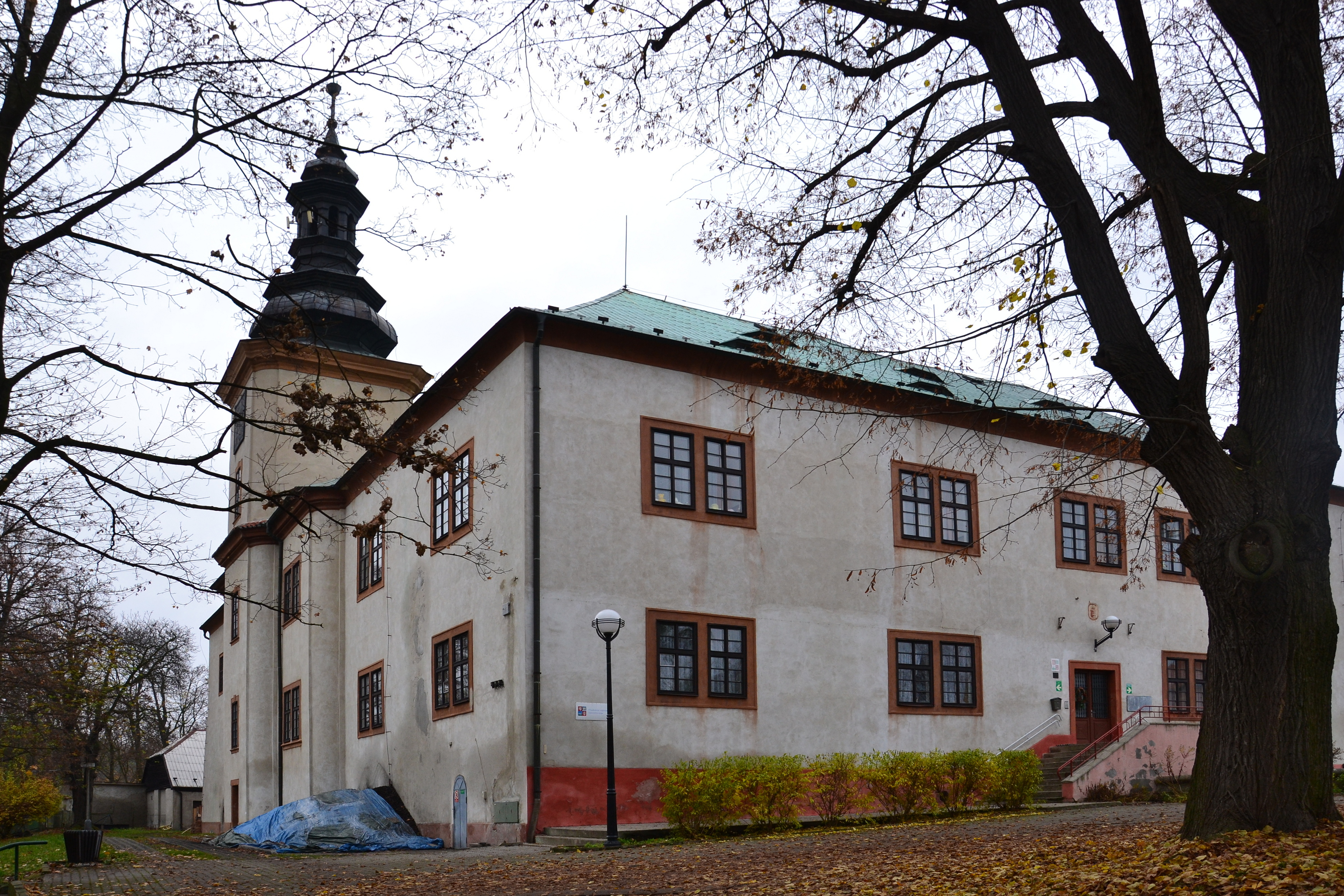
Zámek

Brzy však mezi zakladatelem a konventem vyvstal spor, jehož podstata není zcela jasná. Je možné, že jádrem sporu bylo přílišné uplatňování zakladatelských práv Milhostovou rodinou, která si chtěla ponechat nejen právní, ale i faktický vliv, kterému se nebyli mniši ochotni podřizovat. Jiným důvodem by mohl být starší odkaz Milhostova bratra Petra. Ten byl členem řádu johanitů, kterému odkázal veškerý majetek tvořený patnácti vesnicemi. Tento odkaz mohl být totožný s Milhostovým darem, a Milhost tak nemohl dané vesnice řádu předat, protože se o ně soudil. Rodinný spor o majetek byl vyřešen až roku 1194 rozdělením majetku na poloviny, ale mašťovští mniši mohli nadále požadovat celý původní dar, a roku 1196 požádali knížete Jindřicha Břetislava o jeho potvrzení. Kníže sice dar potvrdil, ale spor skončil okolo roku 1197 tak, že si Milhost vesnice ponechal a mniši museli odejít na panství Slavka Hrabišice, kde založili osecký klášter. Dalším argumentem pro odchod komunity z Mašťova bylo nevhodné místo s nedostatkem tekoucí vody.

### Vrcholný středověk
Potomky Milhosticů se nejspíše stali páni z Mašťova, kteří si na návrší nad městem postavili mašťovský hrad. Roku 1391 jej získali páni z Dubé, kteří panství v roce 1408 prodali pánům z Hertenberka. K nim patřil i Habart z Hertenberka, který se roku 1421 přidal k husitům, a proto ještě téhož roku městečko oblehlo vojsko druhé křížové výpravy. Posádka hradu se vzdala, ale křižáci nakonec umožnili odchod je hejtmanovi a desetině mužů. Zbývajících 84 obránců bylo popraveno.
V roce 1431 městečko získal Bušek z Tachlovic, po něm je roku 1436 vlastnil Petr z Vrše a roku 1444 Vilém z Nečtin, který rozšířil městská práva a do městského znaku přidal stříbrný šíp. Roku 1454 panství dostal Beneš z Kolovrat jako léno od krále Ladislava Pohrobka. Benešovým potomkům potom patřilo až do roku 1530, kdy je Václav Mašťovský z Kolovrat prodal Lobkovicům.
Lobkovicové Mašťov drželi jen do roku 1542, kdy jej, spolu s Němčany, Chotěbudicemi, Chmelištnou, částí Dobřence a pustými vesnicemi Mladějov a Cilkov, od nich koupil Jeroným Šlik. Za Šliků se na panství rozšířil protestantismus. Jáchym Šlik v roce 1547 městu povolil vaření piva.
Roku 1555 Mašťov koupil Bohuslav Felix Hasištejnský z Lobkovic, jehož syn Valdemar v roce 1569 povolil zřídit radnici a o dva roky později přestavěl starý hrad na renesanční zámek. Panství rozšířil o Krásný Dvůr, Nepomyšl, Brněnky, část Vroutku a polovinu Buškovic. Ve městě za něj bývala latinská škola, špitál, dva kostely, 24 sladoven, městský a zámecký pivovar a dvanáct domů s právem vařit pivo. Valdemar se však velmi zadlužil, a roku 1591 přišel o majetek. V Mašťově nadále sídlila jeho manželka Uršula, po níž roku 1592 statek přešel na jedinou dceru Evu, po které jej zdědili synové Jan Bartoloměj a Jiří Ctirad ze Švamberka.
Městečko nebylo opevněno, ale jeho plán z roku 1727 dokládá existenci kulisové brány u kostela Nanebevzetí Panny Marie a patrně věžové brány s předbraním západně od kostela svaté Barbory.

### Sedmnácté století
Mašťovské panství poté roku 1603 koupil Prokop Dvořecký z Olbramovic a od něj v roce 1613 Matyáš Štampach. Jeho synovec Jan Jindřich Štampach na zámku ve Mšeci v roce 1619 hostil krále Fridricha Falckého, za jehož podporu mu byl po bitvě na Bílé hoře zkonfiskován majetek. Roku 1628 emigroval, ale krátce se do Mašťova vrátil v roce 1631 spolu se saským vojskem. Mezitím Mašťov a nedaleký Doupov získal císařský generál Vilém Verdugo.
Během třicetileté války byl okolní kraj těžce postižen činností vojsk všech válčících stran. Roku 1625 do města slezské vojsko zavleklo mor, v jehož důsledku zemřelo 355 obyvatel. Podle berní ruly z roku 1654 bylo město ve špatném stavu, osmnáct domů bylo opuštěných, měšťané sice měli pivovar, ale vaření piva si nemohli dovolit. Na okolních polích se pěstovala pšenice a žito.

### Po třicetileté válce
Novým majitelem města se roku 1662 stal Jan František Goltz. Goltzové panství rozšířili o Bukovinu, Mětikalov, Konice, Sedlec, Chotěbudice, Němčany a další osady, ale jejich tvrdý přístup vůči poddaným v roce 1682 vyústil do nevolnického povstání. Během něho se před zámkem shromáždilo několik tisíc sedláků, kteří požadovali slyšení u krajského hejtmana Goltze. Ten je však nepřijal, a vyhrožoval jim vojenský zásahem. Vojsko generála Haranta zasáhlo druhý den, když zástup sedláků putoval do Kadaně. Následoval vojenský soud, po němž bylo několik vůdců povstání popraveno.
V roce 1713 město zasáhla vlna moru, při které během tří měsíců zemřelo 38 lidí. Na památku události měšťané nechali na náměstí postavit morový sloup (zbořený roku 1965) a během roku konali tři pouti: k mašťovskému kostelu Nanebevzetí Panny Marie, ke kostelu svatého Michaela v Bukovině a ke kapli Panny Marie Pomocné na Vintířovském vrchu. Šest let po moru město 12. srpna postihl rozsáhlý požár, při kterém shořelo 78 domů, 34 stodol, radnice, pivovar, sladovna a mnoho dalších. Z celého města zůstalo stát jen patnáct domů. Během osmnáctého století město trpělo také pobyty vojsk, protože v roce 1742 se zde ubytovala císařská armáda a roku 1762 si pruské vojsko vynutilo výpalné ve výši 460 zlatých. Další požár, tentokrát v roce 1791, zničil 23 domů a osmnáct stodol.

### Devatenácté století
Dne 30. prosince 1792 se na zámku zastřelil bezdětný plukovník Arnošt Jan Goltz, a panství po něm zdědil Vojtěch Mladota ze Solopysk, který statek rozšířil o Libědice a v roce 1803 založil rodovou pohřební kapli. Během napoleonských válek u města tábořilo třicet tisíc vojáků rakouského vojska, které táhlo k bitvě u Lipska.
Roku 1835 město koupila hraběnka Gabriela z Ditrichštejna. Za ní se v Mašťově začaly rozvíjet první průmyslové podniky a začala těžba hnědého uhlí. V polovině devatenáctého století se těžilo v dole František, který patřil E. Schwabovi. Zemědělský charakter města však přetrval. Rozšířil se chov ovcí, hus a včel, rozšiřovaly se zahrady a sady, v rybnících se chovali kapři a na pilách ve městě se zpracovávalo dřevo z okolních lesů.
Posledním šlechtickým majitelem města se 30. prosince 1845 stal Evžen Karel Černín, jehož rodu místní statek patřil až do roku 1945. V roce 1871 byl ve městě zřízen poštovní úřad, roku 1877 telegrafní úřad a rok později byl založen Spolek dobrovolných hasičů. Jeho založení bylo reakcí na velké požáry v letech 1859, 1862 a 1871. Dopravní spojení zlepšila stavba nové silnice do Krásného Dvora v roce 1880 a zásobování pitnou vodou vyřešila roku 1887 kašna v Kostelní ulici a později další dvě kašny na náměstí.

### Novodobé dějiny
V období první republiky se městu dařilo. Otevřeno bylo městské kino (1929), u koupaliště byla Spolkem pro cizinecký ruch zřízena pláž (1933) a pobočku zde otevřela firma Baťa. Rozvoj však ukončila hospodářská krize, v jejímž důsledku vzrostl počet nezaměstnaných. Město chudým obyvatelům vydávalo potravinovou pomoc a vařilo polévky.
Vzhledem k převaze německého obyvatelstva se ve městě rozšířila podpora nacistického Německa, a mobilizaci v roce 1938 část zdejších povolaných ignorovala. Během druhé světové války byli ve městě ubytováni váleční zajatci z Polska, Francie, Jugoslávie a Ruska. K osvobození Rudou armádou došlo 12. května 1945.
Po vysídlení Němců ve městě zůstaly rodiny části vojáků, kteří zde do roku 1946 konali pořádkovou službu, a přistěhovala se také velká skupina volyňských Čechů. Roku 1953 byl zřízen vojenský újezd Hradiště, a do města se přistěhovalo mnoho obyvatel ze zrušených vesnic. Blízkost vojenského prostoru přinášela negativní jevy v podobě častých průjezdů vojenské techniky. Obec se přesto rozvíjela. V letech 1967–1969 vybudovala vodovod, několik panelových domů, kanalizaci a čistírnu odpadních vod. Na konci dvacátého století se však město potýkalo s nedostatkem pracovních příležitostí a vysokou nezaměstnaností.

## Obyvatelstvo
Při sčítání lidu v roce 1921 zde žilo 1057 obyvatel (z toho 489 mužů), kteří byli, s výjimkou třiceti Čechoslováků a osmi cizinců, německé národnosti. Většinou byli členy římskokatolické církve, ale žil zde také jeden evangelík, dva lidé bez vyznání a 68 židů. Podle sčítání lidu z roku 1930 mělo město 1018 obyvatel: 178 Čechoslováků a 840 Němců. Výrazně převládala římskokatolická většina, kromě které zde žili čtyři evangelíci, devět členů církve československé a čtyři lidé bez vyznání. Počet židů klesl na třicet.
|                                                                      | 1869  | 1880  | 1890  | 1900  | 1910  | 1921  | 1930  | 1950 | 1961 | 1970 | 1980 | 1991 | 2001 | 2011 | 2021 |
| -------------------------------------------------------------------- | ----- | ----- | ----- | ----- | ----- | ----- | ----- | ---- | ---- | ---- | ---- | ---- | ---- | ---- | ---- |
| Obyvatelé                                                            | 1 397 | 1 408 | 1 353 | 1 170 | 1 084 | 1 057 | 1 018 | 462  | 449  | 557  | 551  | 683  | 672  | 590  | 589  |
| Domy                                                                 | 190   | 190   | 197   | 205   | 197   | 194   | 199   | 200  | 136  | 119  | 112  | 174  | 190  | 195  | 195  |
| Data z roku 1961 zahrnují i domy z místních částí Dobřenec a Konice. |       |       |       |       |       |       |       |      |      |      |      |      |      |      |      |

### Židovská komunita

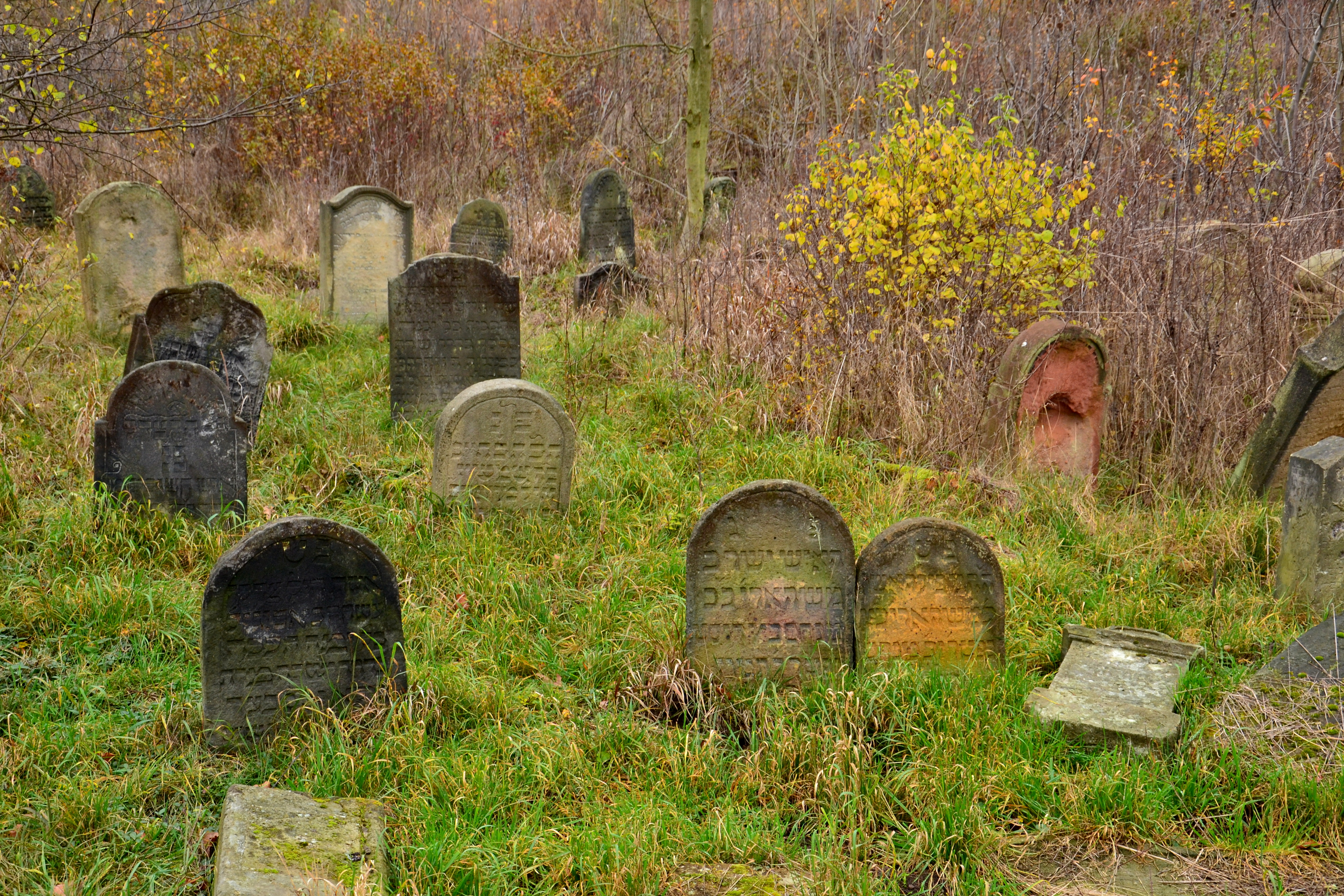
Židovský hřbitov

Počátek židovského osídlení Mašťova se datuje k první polovině 16. století. Posléze žili židé ve městě nepřetržitě, s výjimkou let 1617 až 1647, kdy byli vyhnáni, až do druhé světové války. Největšího rozmachu se místní obyvatelstvo dočkalo koncem 19. století, kdy v roce 1880 žilo v Mašťově 160 židů. Ve městě existovaly dva židovské sídelní okrsky – jeden se nacházel v Židovské ulici, druhý v Zámecké ulici. Celkem se z nich dochovaly tři židovské domy. V roce 1830 byla mezi potokem Dubá a zámeckým parkem postavena synagoga, která během války sloužila jako truhlářská dílna. Po roce 1948 byla zbořena. Židovský hřbitov byl údajně založen již v 15. století asi 750 metrů severozápadně od města. Dochovalo se na 170 náhrobních kamenů z 18. století.

## Městská správa a politika
Od 23. října 2007 byl obci vrácen status města.

### Městské symboly
Vlajka byla městu udělena rozhodnutím předsedy Poslanecké sněmovny Parlamentu České republiky dne 10. září 2021.
Městský znak je tvořen modrým štítem, v jehož dolní polovině je městská hradba s cimbuřím a branou, otevřenými veřejemi a zdviženou mříží. Uprostřed za zdí vyčnívá okrouhlá věž se třemi čtverhrannými okny, červenou kopulí zakončenou zlatým knoflíkem. Vpravo od věže se nachází kříž ve tvaru písmene Y v červeném štítu a na druhé straně věže je červený štít se stříbrným šípem, jehož hrot směřuje šikmo vzhůru směrem ke věži.

## Školství
Škola v Mašťově bývala už v šestnáctém století. Novou školní budovu (dům čp. 100 v Kostelní ulici) pro čtyři třídy nechalo město postavit v letech 1870–1871 v sousedství budovy děkanství. Česká jednotřídní škola byla otevřena roku 1924 a o devět let později mohla být rozšířena na dvoutřídní. V roce 1949 byl v zámku zřízen dětský domov.

## Pamětihodnosti

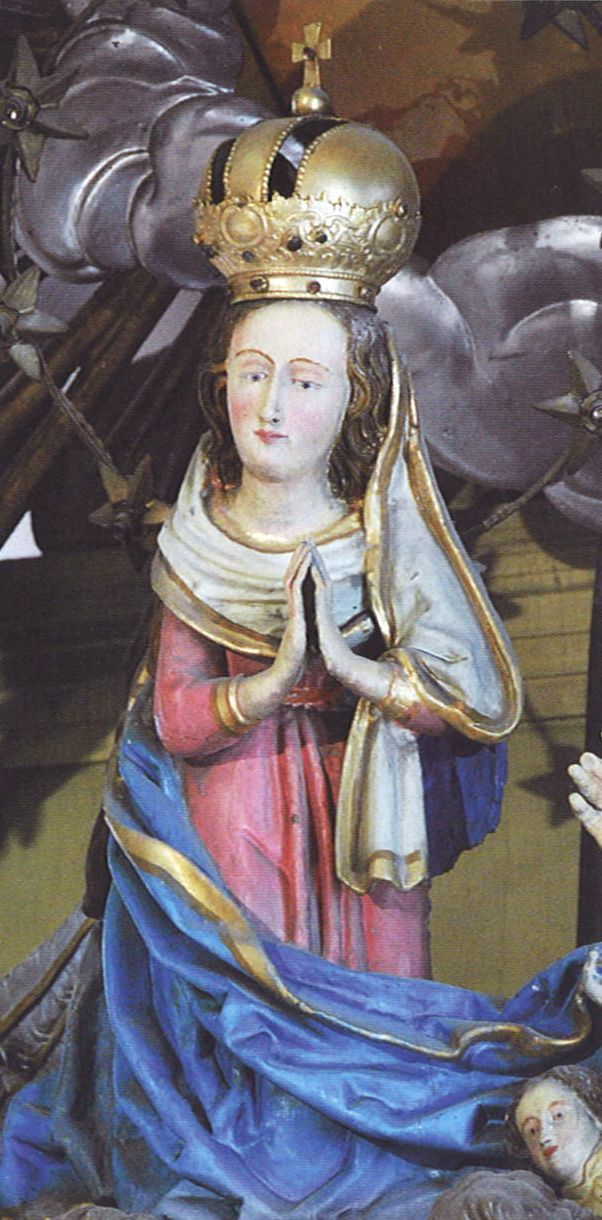
Soška z hlavního oltáře kostela Nanebevzetí Panny Marie z doby okolo roku 1500

- Dominantou městě je středověký hrad připomínaný již v roce 1281, který byl v šestnáctém století za Hasištejnských z Lobkovic přestavěn na renesanční zámek.[11] Od druhé poloviny dvacátého století je zámek využíván jako dětský domov.
- Děkanský kostel Nanebevzetí Panny Marie je původně gotická stavba ze čtrnáctého století. Přestavěn byl roku 1580 a v roce 1765 proběhla barokní úprava. Autorem hlavního oltáře je mašťovský řezbář Jakub Eberle. Druhý, původně hřbitovní, kostel svaté Barbory pochází také ze čtrnáctého století a dochovaná podoba je výsledkem novorománské úpravy z roku 1863. Po letech chátrání ve druhé polovině dvacátého století byl opraven.[33][34]
- U kostela Nanebevzetí Panny Marie stojí empírová pohřební kaple Mladotů ze Solopysk z roku 1803 a socha svatého Jana Nepomuckého od Jakuba Eberleho z roku 1757 (Emanuel Poche a Vladimír Valeš uvádí rok 1765[34]).[35] Několik dalších soch je rozmístěno ve městě. Na náměstí to jsou sochy svatého Floriána (barokní) a svatého Vavřince (z devatenáctého století). V ovocném sadu naproti zámku stojí socha svatého Vojtěcha z roku 1801.
- Památkově chráněná je také budova fary, venkovská usedlost čp. 18 a domy čp. 79 a 87.
- Asi 700 metrů severovýchodně od města se nachází židovský hřbitov z patnáctého století, který byl poničen během druhé světové války.
- Ve městě rostou také dvě skupiny památných stromů. V parku pod zámkem to je trojice dubů[36] a na západním okraji města pod vrchem Lisovnou skupina sedmi stromů (čtyři duby, buk lesní, jasan ztepilý a olše lepkavá).[37]
- Dne 6. června 2020[38] bylo ve zrekonstruované budově bývalé sýpky otevřeno muzeum hasičské techniky.[39]

## Osobnosti
- Jakub Eberle (1718–1783), barokní sochař a řezbář
- Erasmus Diviš Krieger (1738–1792), český římskokatolický duchovní, pomocný biskup pražský a titulární biskup tiberiadský
- Franz Xaver Nadler (1810–1876), lékař a politik německé národnosti, během revolučního roku 1848 poslanec Říšského sněmu

## Galerie

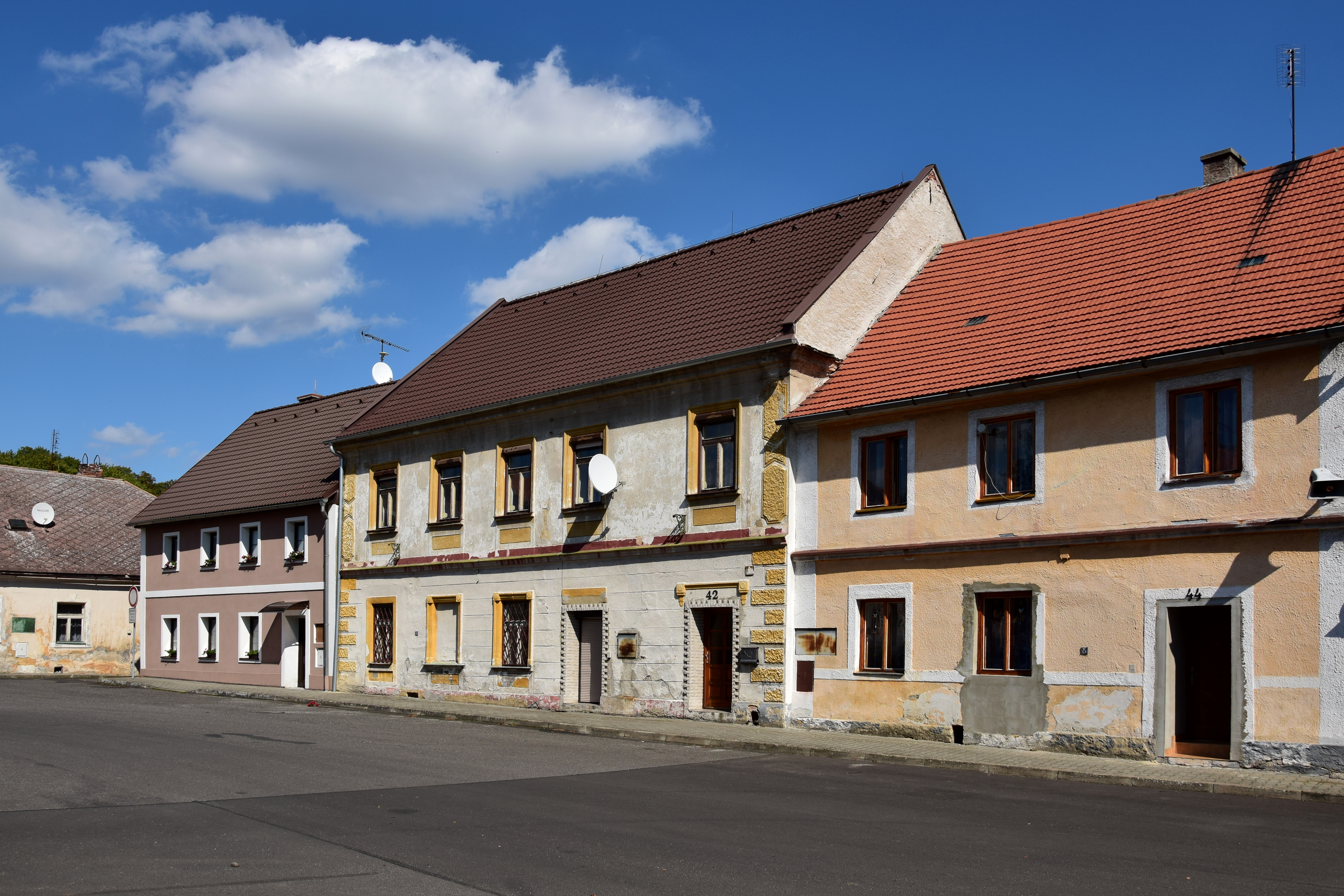
Domy na východní straně náměstí
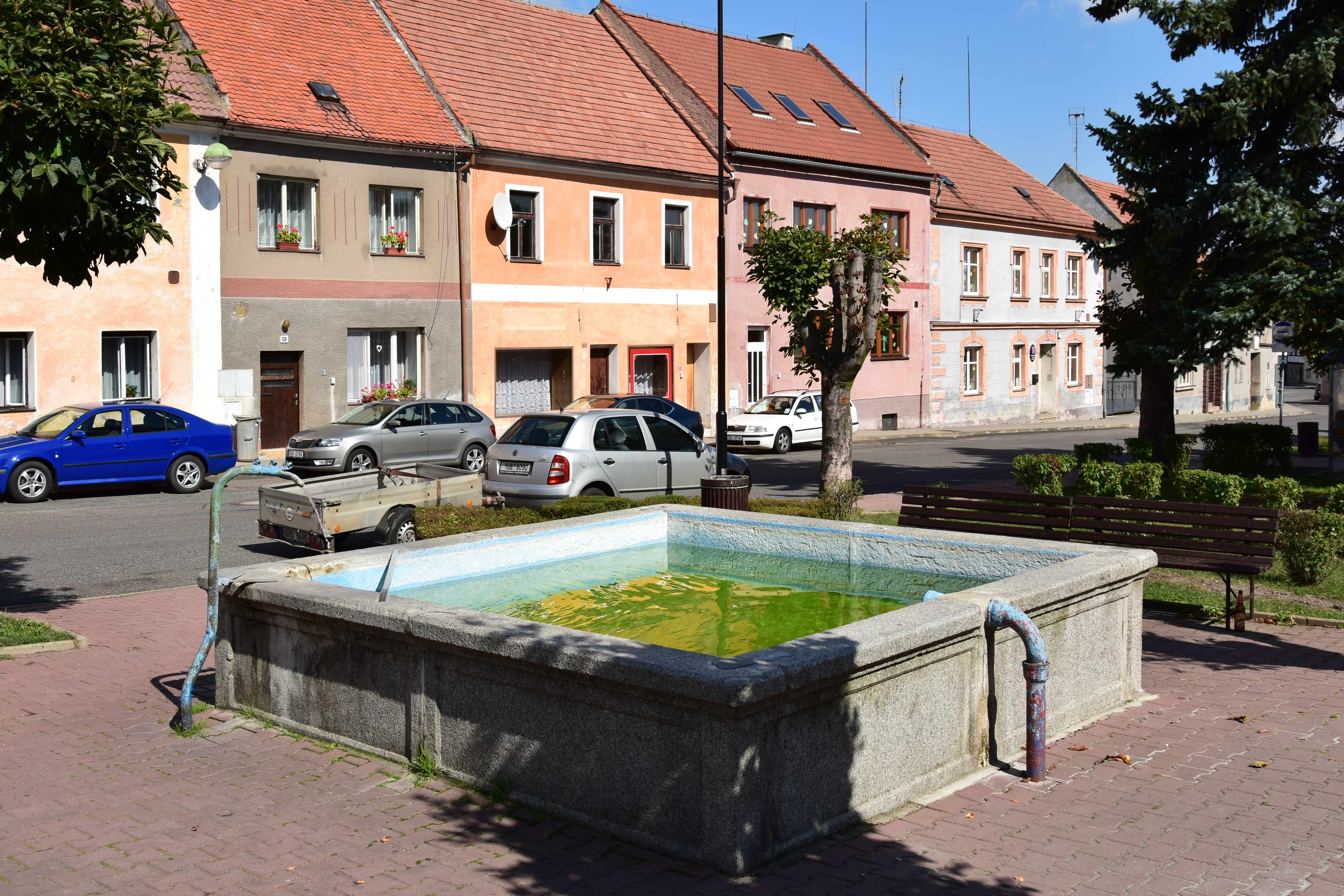
Kašna na náměstí
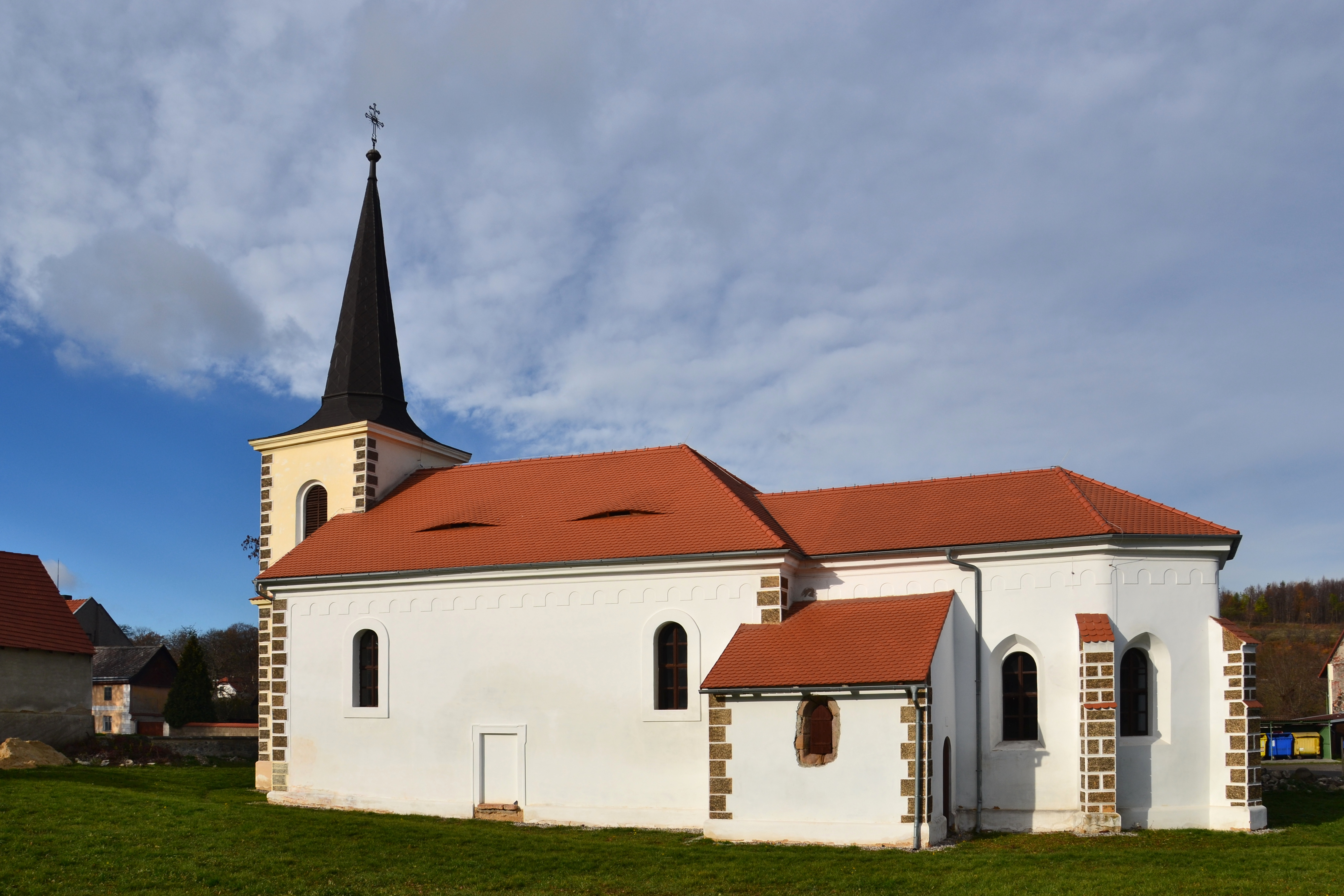
Kostel svaté Barbory
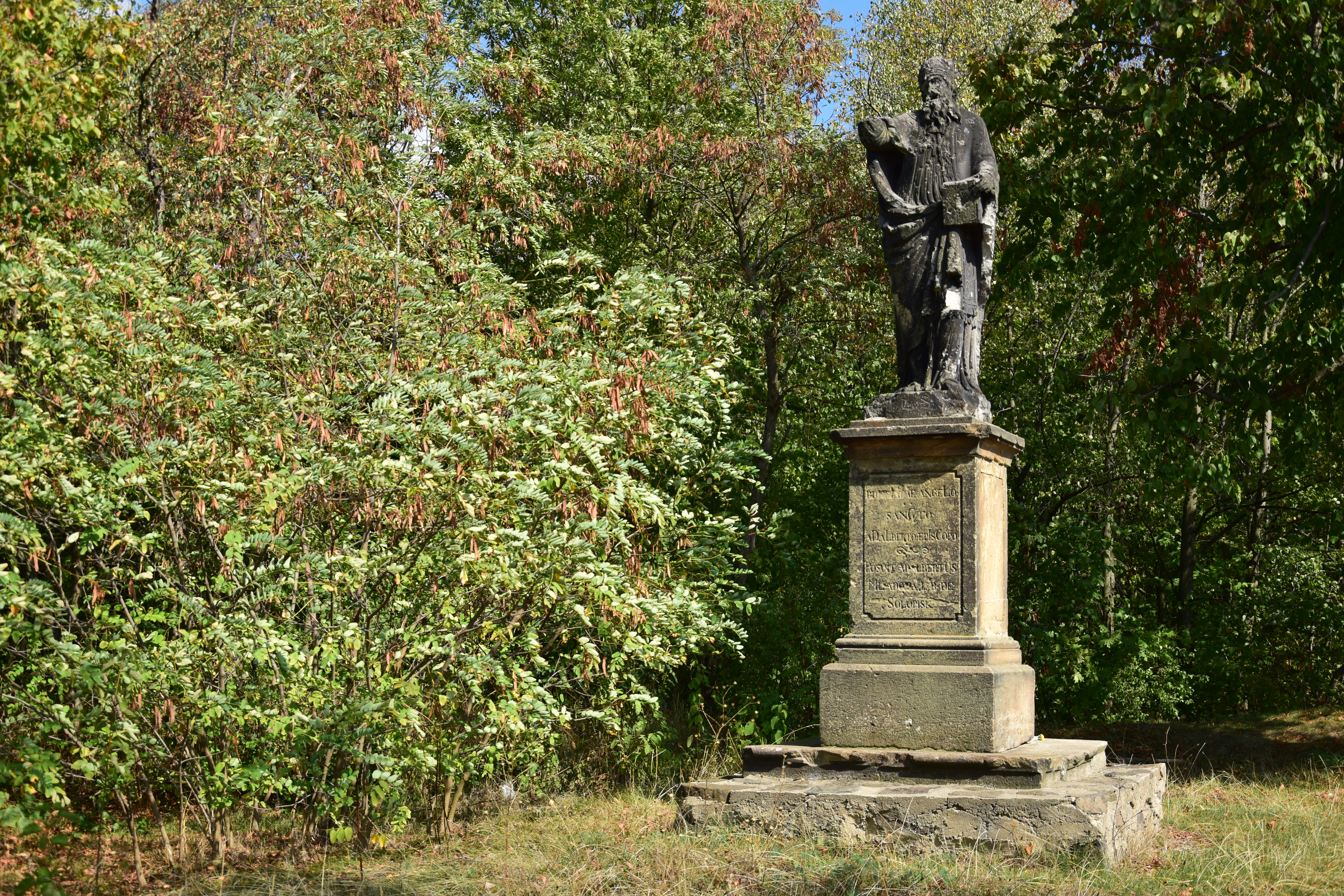
Socha svatého Vojtěcha